# Strange Little Girls
Strange Little Girls is een studio-album van de Amerikaanse zangeres Tori Amos, uitgebracht in 2001.
Het album bestaat uit 12 covers van bekende pop- en rocknummers, opgenomen in de voor Tori Amos kenmerkende stijl. De tracks worden door Amos steevast als girls aangeduid. Het album is in twaalf versies uitgebracht, elk met een eigen hoesfoto. Op deze foto is Amos aangekleed en opgemaakt in de stijl van een van de twaalf girls. De titel van het album is ontleend aan het nummer "Strange Little Girl" van The Stranglers.

## Tracklisting
| Track | Titel                   | Originele artiest             | Schrijver                                                                       |
| ----- | ----------------------- | ----------------------------- | ------------------------------------------------------------------------------- |
| 1     | New Age                 | The Velvet Underground        | Lou Reed                                                                        |
| 2     | '97 Bonnie & Clyde      | Eminem                        | Marshall Mathers, Jeff Bass, Mark Bass                                          |
| 3     | Strange Little Girl     | The Stranglers                | Brian Duffy, Dave Greenfield, Hans Wärmling, Hugh Cornwell, Jean-Jacques Burnel |
| 4     | Enjoy the Silence       | Depeche Mode                  | Martin Gore                                                                     |
| 5     | I'm Not in Love         | 10CC                          | Eric Stewart, Graham Gouldman                                                   |
| 6     | Rattlesnakes            | Lloyd Cole and the Commotions | Lloyd Cole, Neil Clark                                                          |
| 7     | Time                    | Tom Waits                     | Tom Waits                                                                       |
| 8     | Heart of Gold           | Neil Young                    | Neil Young                                                                      |
| 9     | I Don't Like Mondays    | The Boomtown Rats             | Bob Geldof                                                                      |
| 10    | Happiness is a Warm Gun | The Beatles                   | John Lennon, Paul McCartney                                                     |
| 11    | Raining Blood           | Slayer                        | Jeff Hanneman, Kerry King                                                       |
| 12    | Real Man                | Joe Jackson                   | Joe Jackson                                                                     |